# Jan W. Morthenson
Jan Wilhelm Morthenson (ur. 7 kwietnia 1940 w Örnsköldsvik) – szwedzki kompozytor.

## Życiorys
Studiował w Sztokholmie u Runara Mangsa (1956–1960) i Ingvara Lidholma (1960–1961). Uczył się też muzyki elektronicznej u Gottfrieda Michaela Koeniga (1961) i kompozycji u Heinza-Klausa Metzgera (1963–1964). Od 1961 do 1966 roku studiował muzykologię i estetykę na Uniwersytecie w Uppsali. W 1963 roku uczestniczył w Międzynarodowych Letnich Kursach Nowej Muzyki w Darmstadcie. W 1971 roku jako stypendysta Deutscher Akademischer Austauschdienst przebywał w Berlinie Zachodnim. W latach 1973–1975 był przewodniczącym szwedzkiej sekcji Międzynarodowego Towarzystwa Muzyki Współczesnej.
Był autorem pracy Nonfigurative Musik (1966).

## Twórczość
W latach 60. XX wieku stworzył koncepcję tzw. muzyki niefiguratywnej, w której dominowało czyste brzmienie, natomiast rytm, harmonia, dynamika i melodyka sprowadzone zostały do poziomu zerowego. W latach 70. zmienił swój styl muzyczny, tworząc tzw. muzykę egzystencjalną, przeciwstawiającą irracjonalny subiektywizm pozytywistycznemu formalizmowi. W swoich kompozycjach wykorzystywał najnowsze zdobycze techniki, eksperymentując z projekcją światła i obrazu, syntetycznymi dźwiękami z taśmy i laserami.

## Wybrane kompozycje
(na podstawie materiałów źródłowych)
- Sinfonia da camera (1960)
- Coloratura I na smyczki i taśmę (1960)
- Coloratura II na orkiestrę (1960)
- Wechselspiel I na wiolonczelę (1960)
- Wechselspiel II na flet i 3 głośniki (1961)
- Wechselspiel III na fortepian i perkusję (1961)
- Some of these na organy (1961)
- Interjections na perkusję (1961)
- Canzona na 6 grup chóralnych, perkusję i głośniki (1961)
- Chains-Mirrors na sopran z taśmy (1961)
- Some of these... na organy (1961)
- Courante I–III na fortepian (1962)
- Pour Madame Bovary na organy (1962)
- Coloratura III na orkiestrę kameralną (1962–1963)
- Coloratura IV na orkiestrę (1963)
- Antiphonia I na orkiestrę (1963)
- Antiphonia II na orkiestrę kameralną (1963)
- Encores na organy (1964)
- Eternes na organy (1965)
- Epsilon-Erdani na taśmę (1967)
- Neutron Star na taśmę (1967)
- Spoon River na taśmę (1967)
- Decadenza I na organy i taśmę (1968)
- Ionosphères na taśmę (1969)
- Zero na taśmę (1969)
- Ultra na taśmę (1970)
- Decadenza II na orkiestrę, taśmę i film (1970)
- Antiphonia III na orkiestrę kameralną (1970)
- Colossus na harfę, fortepian, perkusję, orkiestrę, taśmę, projekcję diapozytywów i film (1970)
- Farewell na organy (1970)
- Senza na smyczki (1970)
- Labor na orkiestrę kameralną (1971)
- Life na tenora, orkiestrę i grupę instrumentalną (1972)
- Video I na 8 instrumentów smyczkowych solo (1972)
- Down na flet (1972)
- Alla marcia na chór żeński, orkiestrę, taśmę i 8 stroboskopów (1972–1973)
- environment dźwiękowy dla miasta Bonn Citydrama na różne zespoły (1973)
- 5 Pieces na orkiestrę (1973)
- Soli na kwintet dęty (1974)
- Unisono na fagot i klawesyn lub harfę (1975)
- Morendo na chór, orkiestrę i taśmę (1977)
- Musica nera na 9 instrumentów, taśmę i projektor (1979)
- Kindertotenlieder na kwintet dęty i taśmę (1979)
- Musica viva na zespół instrumentów, taśmę i projektor (1979)
- Koncert organowy (1981)
- opera radiowa Trauma (1981)
- Energia I na zespół symfoniczny (1984)
- 1984 na orkiestrę i środki elektroniczne (1984)
- Strano na kwintet dęty i taśmę (1985)
- Materia na sopran, chór, syntezator i organy (1985)
- Après Michaux na kwartet smyczkowy (1985)
- Paraphonia na orkiestrę (1987)
- Once na klarnet, wiolonczelę i fortepian (1988)
- Silence XX na laser i taśmę (1988)
- Contra na orkiestrę kameralną (1990)
- Interior Drums na 6 perkusji (1997)
- Estonia na orkiestrę smyczkową (1997)
- Sonora na gitarę i orkiestrę smyczkową (1999)